# Smart contract
Gli smart contract (in italiano: contratto intelligente) sono protocolli informatici che facilitano, verificano, o fanno rispettare, la negoziazione o l'esecuzione di un contratto, permettendo talvolta la parziale o la totale esclusione di una clausola contrattuale. Gli smart contract, di solito, hanno anche un'interfaccia utente e spesso simulano la logica delle clausole contrattuali.

## Storia
È importante sottolineare che la definizione di cui sopra è in qualche modo riconducibile a Nick Szabo ma nella pratica industriale corrente si intende per smart contract un programma che viene messo in esecuzione sui nodi validatori di una blockchain e il cui risultato, che in genere corrisponde ad un cambio di stato della blockchain stessa, rappresenta una transazione sulla quale i nodi validatori devono trovare un consenso. L'algoritmo di consenso può eventualmente essere di tipo proof-of-work o proof-of-stake o qualunque altra tipologia che garantisca l'integrità del cambiamento di stato e del rispetto delle regole del protocollo.
Questa accezione di smart contract non è esattamente quella di un contratto, ma piuttosto quella di un programma la cui esecuzione e i cui risultati sono garantiti integri dalle proprietà di una blockchain pubblica, tale accezione deriva dalla scelta del progetto Ethereum  di denominare tale codice in esecuzione come smart contract.
I sostenitori degli smart contract affermano che molti tipi di clausole contrattuali possono quindi essere rese parzialmente o integralmente automatizzate, auto-ottemperanti, o entrambe le cose. Gli smart contract aspirano ad assicurare una sicurezza superiore alla contrattualistica esistente e di ridurre i costi di transazione associati alla contrattazione.

## Esempi
Gli schemi per la gestione dei diritti di proprietà intellettuale sono smart contract per le licenze sul copyright, così come gli schemi di crittografia finanziaria per i contratti finanziari.  Gli schemi Controllo di ammissibilità, gli algoritmi token bucket, e gli altri meccanismi di qualità del servizio aiutano a facilitare gli accordi sul livello del(i) servizio(i). Qualche rete P2P necessita di meccanismi atti ad assicurare che degli estranei possano contribuire da remoto, e utilizzare risorse, senza richiedere la supervisione degli attuali contratti legali. Due esempi di tali protocolli sono il protocollo di trading dello storage di dati informatici in flŭd backup e il Mojo Nation filesharing auction. L'autenticazione crittografica di una parte di prodotto, eseguita da un'altra, è stata impiegata in luogo di un contratto tra il produttore e il consumatore, per verificare vincolando le condizioni.

## Differenza dai contratti legali intelligenti
I contratti legali intelligenti sono distinti dai contratti intelligenti. Come accennato in precedenza, uno smart contract non è necessariamente legalmente applicabile come contratto. D'altra parte, uno smart legal contract ha tutti gli elementi di un contratto legalmente esecutivo nella giurisdizione in cui può essere eseguito e può essere eseguito da un tribunale. Pertanto, mentre ogni contratto legale intelligente conterrà alcuni elementi di un contratto intelligente, non tutti i contratti intelligenti saranno un contratto legale intelligente.
Non esiste una definizione formale di smart legal contract nel settore legale.
Un contratto ricardiano è un tipo di contratto legale intelligente.

## Blockchain che offrono smart contract
Di seguito alcune piattaforme blockchain che offrono un servizio di Smart Contract:
- Aleph Zero
- Avalance
- Binance Smart Chain
- Cardano
- Ethereum
- Ripple
- Tron